# جنة الخلد
في سطور جَنَّةُ الخُلْد تعبير يتكون من كلمتين وهو تعبير إسلامي.الجَنَّةُ لغةً  الجَنَّةُ - جَنَّةُ : والجمع: جِنانٌ: الحديقةُ ذاتُ النَّخْلِ والشَّجرِ. أو البُسْتانُ. والجَنَّةُ دارُ النعيم في الآخرة. المعجم الوسيط. اصطلاحاً جَنَّةُ الخُلْد دارُ النعيم في الآخرة. أبدع القرآن في آياته، ونبي الإسلام في أحاديثه، في وصف جمال الجنّة ونعيمها بشكل حِسِّي رائع ومشوّقٍ جداً، لدرجةٍ تجعل الإنسان يسبح بخياله يتخيّل نفسه في الجنّة يستمتع بأنهارها وثمارها. يؤمن كل المسلمون أن في الجنة أنهارا وخضرة وفواكه وثمارا دانية وأشجارا كثيرة. وفيها أكل وشرب وكل ما تشتهيه النفس كما ذكر في القرآن، وكما قال رسول الله ﷺ: « إن في الجنة ما لا عين رأت ولا أذن سمعت ولا خطر على قلب بشر ». لذلك المسلمون يتبعون أوامر دينهم من آداء الصلاة والصيام ومساعدة المحتاجين بدفع الزكاة والحج ونصرة المظلوم وفعل الصالحات ليرضى عنهم الله ويدخلهم الجنة. وهكذا تَرْخَصُ الحياة الدنيا في عيون الكثيرين أمام الصورة الجذّابة والمغرية لدار النّعيم، لدرجة أنَّ عدداً متزايداً من الشباب المسلمين لديهم الاستعداد للموت والشهادة، لأن أجرهم عند الله عظيماً.

## أدلة جنة الخلد هي جنة آدم عليه السلام في القرآن الكريم
| - سورة البقرة: ﴿وَقُلْنَا يَا آدَمُ اسْكُنْ أَنْتَ وَزَوْجُكَ الْجَنَّةَ وَكُلَا مِنْهَا رَغَدًا حَيْثُ شِئْتُمَا وَلَا تَقْرَبَا هَذِهِ الشَّجَرَةَ فَتَكُونَا مِنَ الظَّالِمِينَ ۝٣٥ فَأَزَلَّهُمَا الشَّيْطَانُ عَنْهَا فَأَخْرَجَهُمَا مِمَّا كَانَا فِيهِ وَقُلْنَا اهْبِطُوا بَعْضُكُمْ لِبَعْضٍ عَدُوٌّ وَلَكُمْ فِي الْأَرْضِ مُسْتَقَرٌّ وَمَتَاعٌ إِلَى حِينٍ ۝٣٦﴾ [البقرة:35–36]. - سورة طه : ﴿إِنَّ لَكَ أَلَّا تَجُوعَ فِيهَا وَلَا تَعْرَى ۝١١٨ وَأَنَّكَ لَا تَظْمَأُ فِيهَا وَلَا تَضْحَى ۝١١٩﴾ [طه:118–119]. - سورة الأعراف: ﴿قَالَ فَاهْبِطْ مِنْهَا فَمَا يَكُونُ لَكَ أَنْ تَتَكَبَّرَ فِيهَا فَاخْرُجْ إِنَّكَ مِنَ الصَّاغِرِينَ ۝١٣﴾ [الأعراف:13]. |

## الجنة في السنة النبوية
| - عَنْ أَبِي هُرَيْرَةَ ، قَالَ: «قَالَ رَسُولُ اللَّهِ ﷺ: قَالَ اللَّهُ: (أَعْدَدْتُ لِعِبَادِي الصَّالِحِينَ مَا لاَ عَيْنٌ رَأَتْ، وَلاَ أُذُنٌ سَمِعَتْ، وَلاَ خَطَرَ عَلَى قَلْبِ بَشَرٍ) فَاقْرَءُوا إِنْ شِئْتُمْ: ﴿فَلاَ تَعْلَمُ نَفْسٌ مَا أُخْفِيَ لَهُمْ مِنْ قُرَّةِ أَعْيُنٍ﴾». رواه البخاري (3244)، ومسلم (2824). - عَنْ أَبِي هُرَيْرَةَ، أَنَّ رَسُولَ اللَّهِ ﷺ قَالَ: (لَمَّا خَلَقَ اللَّهُ الْجَنَّةَ قَالَ لِجِبْرِيلَ: اذْهَبْ فَانْظُرْ إِلَيْهَا، فَذَهَبَ فَنَظَرَ إِلَيْهَا، ثُمَّ جَاءَ، فَقَالَ: أَيْ رَبِّ وَعِزَّتِكَ لَا يَسْمَعُ بِهَا أَحَدٌ إِلَّا دَخَلَهَا...) الحديث. أبو داود (4744)، وصححه الألباني في «صحيح أبي داود». |

## الخلود في الجنة
الجنة ستبقى إلى ما شاء الله، وخلود الجنة إلى أبد الدهور يعني خلود من فيها من الصّالحين ﴿وما هم منها بِمُخْرَجون﴾:
| - سورة الكهف: ﴿خَالِدِينَ فِيهَا لَا يَبْغُونَ عَنْهَا حِوَلًا ۝١٠٨﴾ [الكهف:108]. - سورة البقرة: ﴿وَبَشِّرِ الَّذِينَ آمَنُوا وَعَمِلُوا الصَّالِحَاتِ أَنَّ لَهُمْ جَنَّاتٍ تَجْرِي مِنْ تَحْتِهَا الْأَنْهَارُ كُلَّمَا رُزِقُوا مِنْهَا مِنْ ثَمَرَةٍ رِزْقًا قَالُوا هَذَا الَّذِي رُزِقْنَا مِنْ قَبْلُ وَأُتُوا بِهِ مُتَشَابِهًا وَلَهُمْ فِيهَا أَزْوَاجٌ مُطَهَّرَةٌ وَهُمْ فِيهَا خَالِدُونَ ۝٢٥﴾ [البقرة:25]. - سورة آل عمران: ﴿قُلْ أَؤُنَبِّئُكُمْ بِخَيْرٍ مِنْ ذَلِكُمْ لِلَّذِينَ اتَّقَوْا عِنْدَ رَبِّهِمْ جَنَّاتٌ تَجْرِي مِنْ تَحْتِهَا الْأَنْهَارُ خَالِدِينَ فِيهَا وَأَزْوَاجٌ مُطَهَّرَةٌ وَرِضْوَانٌ مِنَ اللَّهِ وَاللَّهُ بَصِيرٌ بِالْعِبَادِ ۝١٥﴾. - سورة آل عمران: ﴿وَأَمَّا الَّذِينَ ابْيَضَّتْ وُجُوهُهُمْ فَفِي رَحْمَةِ اللَّهِ هُمْ فِيهَا خَالِدُونَ ۝١٠٧﴾. - سورة آل عمران: ﴿أُولَئِكَ جَزَاؤُهُمْ مَغْفِرَةٌ مِنْ رَبِّهِمْ وَجَنَّاتٌ تَجْرِي مِنْ تَحْتِهَا الْأَنْهَارُ خَالِدِينَ فِيهَا وَنِعْمَ أَجْرُ الْعَامِلِينَ ۝١٣٦﴾. - سورة آل عمران: ﴿لَكِنِ الَّذِينَ اتَّقَوْا رَبَّهُمْ لَهُمْ جَنَّاتٌ تَجْرِي مِنْ تَحْتِهَا الْأَنْهَارُ خَالِدِينَ فِيهَا نُزُلًا مِنْ عِنْدِ اللَّهِ وَمَا عِنْدَ اللَّهِ خَيْرٌ لِلْأَبْرَارِ ۝١٩٨﴾ [آل عمران:198]. - سورة النساء: ﴿تِلْكَ حُدُودُ اللَّهِ وَمَنْ يُطِعِ اللَّهَ وَرَسُولَهُ يُدْخِلْهُ جَنَّاتٍ تَجْرِي مِنْ تَحْتِهَا الْأَنْهَارُ خَالِدِينَ فِيهَا وَذَلِكَ الْفَوْزُ الْعَظِيمُ ۝١٣﴾. - سورة النساء: ﴿وَالَّذِينَ آمَنُوا وَعَمِلُوا الصَّالِحَاتِ سَنُدْخِلُهُمْ جَنَّاتٍ تَجْرِي مِنْ تَحْتِهَا الْأَنْهَارُ خَالِدِينَ فِيهَا أَبَدًا لَهُمْ فِيهَا أَزْوَاجٌ مُطَهَّرَةٌ وَنُدْخِلُهُمْ ظِلًّا ظَلِيلًا ۝٥٧﴾. - سورة النساء: ﴿وَالَّذِينَ آمَنُوا وَعَمِلُوا الصَّالِحَاتِ سَنُدْخِلُهُمْ جَنَّاتٍ تَجْرِي مِنْ تَحْتِهَا الْأَنْهَارُ خَالِدِينَ فِيهَا أَبَدًا وَعْدَ اللَّهِ حَقًّا وَمَنْ أَصْدَقُ مِنَ اللَّهِ قِيلًا ۝١٢٢﴾ [النساء:122]. - سورة المائدة: ﴿الْيَوْمَ أُحِلَّ لَكُمُ الطَّيِّبَاتُ وَطَعَامُ الَّذِينَ أُوتُوا الْكِتَابَ حِلٌّ لَكُمْ وَطَعَامُكُمْ حِلٌّ لَهُمْ وَالْمُحْصَنَاتُ مِنَ الْمُؤْمِنَاتِ وَالْمُحْصَنَاتُ مِنَ الَّذِينَ أُوتُوا الْكِتَابَ مِنْ قَبْلِكُمْ إِذَا آتَيْتُمُوهُنَّ أُجُورَهُنَّ مُحْصِنِينَ غَيْرَ مُسَافِحِينَ وَلَا مُتَّخِذِي أَخْدَانٍ وَمَنْ يَكْفُرْ بِالْإِيمَانِ فَقَدْ حَبِطَ عَمَلُهُ وَهُوَ فِي الْآخِرَةِ مِنَ الْخَاسِرِينَ ۝٥﴾. - سورة المائدة: ﴿فَأَثَابَهُمُ اللَّهُ بِمَا قَالُوا جَنَّاتٍ تَجْرِي مِنْ تَحْتِهَا الْأَنْهَارُ خَالِدِينَ فِيهَا وَذَلِكَ جَزَاءُ الْمُحْسِنِينَ ۝٨٥﴾. - سورة المائدة: ﴿قَالَ اللَّهُ هَذَا يَوْمُ يَنْفَعُ الصَّادِقِينَ صِدْقُهُمْ لَهُمْ جَنَّاتٌ تَجْرِي مِنْ تَحْتِهَا الْأَنْهَارُ خَالِدِينَ فِيهَا أَبَدًا رَضِيَ اللَّهُ عَنْهُمْ وَرَضُوا عَنْهُ ذَلِكَ الْفَوْزُ الْعَظِيمُ ۝١١٩﴾ [المائدة:119]. - سورة التوبة: ﴿خَالِدِينَ فِيهَا أَبَدًا إِنَّ اللَّهَ عِنْدَهُ أَجْرٌ عَظِيمٌ ۝٢٢﴾. - سورة التوبة: ﴿وَعَدَ اللَّهُ الْمُؤْمِنِينَ وَالْمُؤْمِنَاتِ جَنَّاتٍ تَجْرِي مِنْ تَحْتِهَا الْأَنْهَارُ خَالِدِينَ فِيهَا وَمَسَاكِنَ طَيِّبَةً فِي جَنَّاتِ عَدْنٍ وَرِضْوَانٌ مِنَ اللَّهِ أَكْبَرُ ذَلِكَ هُوَ الْفَوْزُ الْعَظِيمُ ۝٧٢﴾. - سورة التوبة: ﴿أَعَدَّ اللَّهُ لَهُمْ جَنَّاتٍ تَجْرِي مِنْ تَحْتِهَا الْأَنْهَارُ خَالِدِينَ فِيهَا ذَلِكَ الْفَوْزُ الْعَظِيمُ ۝٨٩﴾ [التوبة:89]. |

## رأي أئمة المسلمين في جَنَّةُ الخُلْد
- فقد ذكر هذه المسألة شيخ الإسلام ابن تيمية في [مجموع الفتاوى] 4/346، فقال: والجنة التي أسكنها آدم وزوجته عند سلف الأمة وأهل السنة والجماعة هي: جنة الخلد.[2]
- ومن قال: إنها جنة في الأرض بأرض الهند أو بأرض جدة، أو غير ذلك، فهو من المتفلسفة والملحدين، أو من إخوانهم المتكلمين المبتدعين، فإن هذا يقوله من يقوله من المتفلسفة والمعتزلة.[4]

و«الكتاب والسنة» يرد هذا القول، وسلف الأمة وأئمتها متفقون على بطلان هذا القول، قال تعالى:
- سورة البقرة: ﴿وَإِذْ قُلْنَا لِلْمَلَائِكَةِ اسْجُدُوا لِآدَمَ فَسَجَدُوا إِلَّا إِبْلِيسَ أَبَى وَاسْتَكْبَرَ وَكَانَ مِنَ الْكَافِرِينَ ۝٣٤﴾ [البقرة:34].[5]

إلى قوله:
- ﴿فَأَزَلَّهُمَا الشَّيْطَانُ عَنْهَا فَأَخْرَجَهُمَا مِمَّا كَانَا فِيهِ وَقُلْنَا اهْبِطُوا بَعْضُكُمْ لِبَعْضٍ عَدُوٌّ وَلَكُمْ فِي الْأَرْضِ مُسْتَقَرٌّ وَمَتَاعٌ إِلَى حِينٍ ۝٣٦﴾ [البقرة:36].[5]
- فقد أخبر سبحانه أنه أمرهم بالهبوط، وأن بعضهم عدو لبعض، ثم قال: ﴿وَلَكُمْ فِي الْأَرْضِ مُسْتَقَرٌّ وَمَتَاعٌ إِلَى حِينٍ﴾ وهذا يبين أنهم لم يكونوا في الأرض، وإنما أهبطوا إلى الأرض، فإنهم لو كانوا في الأرض وانتقلوا إلى أرض أخرى كانتقال قوم موسى من أرض إلى أرض، لكان مستقرهم ومتاعهم إلى حين في الأرض قبل الهبوط وبعده.[6]

وكذلك قال في الأعراف لما قال إبليس:
- ﴿قَالَ فَاهْبِطْ مِنْهَا فَمَا يَكُونُ لَكَ أَنْ تَتَكَبَّرَ فِيهَا فَاخْرُجْ إِنَّكَ مِنَ الصَّاغِرِينَ ۝١٣﴾ [الأعراف:13].[5]

فقوله: ﴿فَاهْبِطْ مِنْهَا فَمَا يَكُونُ لَكَ أَنْ تَتَكَبَّرَ فِيهَا﴾ يبين اختصاص السماء بالجنة بهذا الحكم، فإن الضمير في قوله: (مِنْهَا) عائد إلى معلوم غير مذكور في اللفظ، وهذا بخلاف قوله:
- ﴿وَإِذْ قُلْتُمْ يَا مُوسَى لَنْ نَصْبِرَ عَلَى طَعَامٍ وَاحِدٍ فَادْعُ لَنَا رَبَّكَ يُخْرِجْ لَنَا مِمَّا تُنْبِتُ الْأَرْضُ مِنْ بَقْلِهَا وَقِثَّائِهَا وَفُومِهَا وَعَدَسِهَا وَبَصَلِهَا قَالَ أَتَسْتَبْدِلُونَ الَّذِي هُوَ أَدْنَى بِالَّذِي هُوَ خَيْرٌ اهْبِطُوا مِصْرًا فَإِنَّ لَكُمْ مَا سَأَلْتُمْ وَضُرِبَتْ عَلَيْهِمُ الذِّلَّةُ وَالْمَسْكَنَةُ وَبَاءُوا بِغَضَبٍ مِنَ اللَّهِ ذَلِكَ بِأَنَّهُمْ كَانُوا يَكْفُرُونَ بِآيَاتِ اللَّهِ وَيَقْتُلُونَ النَّبِيِّينَ بِغَيْرِ الْحَقِّ ذَلِكَ بِمَا عَصَوْا وَكَانُوا يَعْتَدُونَ ۝٦١﴾ [البقرة:61].[5]

فإنه لم يذكر هناك ما أهبطوا فيه، وقال هنا: (اهْبِطُوا) لأن الهبوط يكون من علو إلى سفل، وعند أرض السراة حيث كان بنو إسرائيل حيال السراة المشرفة على المصر الذي يهبطون إليه، ومن هبط من جبل إلى وادٍ قيل له: هبط.
وأيضاً، فإن بني إسرائيل كانوا يسيرون ويرحلون، والذي يسير ويرحل إذا جاء بلدة يقال: نزل فيها، لأن في عادته أنه يركب في سيره، فإذا وصل نزل عن دوابه، يقال: نزل العسكر بأرض كذا، ونزل القفل بأرض كذا، لنزولهم عن الدواب.
ولفظ النزول كلفظ الهبوط، فلا يستعمل هبط إلا إذا كان من علو إلى سفل، وقوله:
- ﴿قَالَا رَبَّنَا ظَلَمْنَا أَنْفُسَنَا وَإِنْ لَمْ تَغْفِرْ لَنَا وَتَرْحَمْنَا لَنَكُونَنَّ مِنَ الْخَاسِرِينَ ۝٢٣ قَالَ اهْبِطُوا بَعْضُكُمْ لِبَعْضٍ عَدُوٌّ وَلَكُمْ فِي الْأَرْضِ مُسْتَقَرٌّ وَمَتَاعٌ إِلَى حِينٍ ۝٢٤﴾ [الأعراف:23–24].[5]

فقوله هنا بعد قوله: (اهْبِطُوا بَعْضُكُمْ لِبَعْضٍ عَدُوٌّ وَلَكُمْ فِي الْأَرْضِ مُسْتَقَرٌّ وَمَتَاعٌ إِلَى حِينٍ) يبين أنهم هبطوا إلى الأرض من غيرها، وقال:
- ﴿قَالَ فِيهَا تَحْيَوْنَ وَفِيهَا تَمُوتُونَ وَمِنْهَا تُخْرَجُونَ ۝٢٥﴾ [الأعراف:25].[5]

دليل على أنهم لم يكونوا قبل ذلك بمكان فيه يحيون وفيه يموتون ومنه يخرجون، وإنما صاروا إليه لما أهبطوا من الجنة، والنصوص في ذلك كثيرة، وكذلك كلام السلف والأئمة.
وقد ذكر المسألة العلامة ابن القيم في كتابيه (حادي الأرواح، ومفتاح دار السعادة) وأطال فيها،
وهذا ملخص ماذكر في مفتاح دار السعادة 1/14 قال : فنقول: أما ما ذكرتموه من كون الجنة التي أهبط منها آدم ليست جنة الخلد، وإنما هي جنة غيرها، فهذا مما قد اختلف فيه الناس، والأشهر عند الخاصة والعامة الذي لا يخطر بقلوبهم سواه أنها جنة الخلد التي أعدت للمتقين، وقد نص غير واحد من السلف على ذلك.

## ذكر جنة الخلد ونعيم أهل الجنة في القرآن الكريم
- قال تعالى سورة الفرقان: ﴿قُلْ أَذَلِكَ خَيْرٌ أَمْ جَنَّةُ الْخُلْدِ الَّتِي وُعِدَ الْمُتَّقُونَ كَانَتْ لَهُمْ جَزَاءً وَمَصِيرًا ۝١٥﴾ [الفرقان:15][5]

فهذا وصف بين للجنة من الله تعالى بأنها جنة الخلد. نجد في تفسير ابن كثير:
- يقول تعالى: يا محمد هذا الذي وصفناه لك من حال الأشقياء، الذين يحشرون على وجوههم إلى جهنم، فتلقاهم بوجه عبوس وتغيظ وزفير، ويلقون في أماكنها الضيقة مقرنين، لا يستطيعون حراكاً ولا استنصاراً ولا فكاكاً مما هم فيه.
- أهذا خير أم جنة الخلد التي وعدها الله المتقين من عباده، التي أعدها لهم جزاء ومصيراً على ما أطاعوه في الدنيا وجعل مآلهم إليها؟! ﴿لهم فيها ما يشاءون﴾ من الملاذ من مآكل ومشارب، وملابس ومساكن، ومراكب ومناظر وغير ذلك مما لا عين رأت ولا أذن سمعت ولا خطر على قلب أحد، وهم في ذلك خالدون أبداً دائماً سرمداً، بلا انقطاع ولا زوال ولا انقضاء، ولا يبغون عنها حولاً، وهذا من وعد اللّه الذي تفضل به عليهم وأحسن به إليهم، ولهذا قال: ﴿كان على ربك وعدا مسؤولا﴾ أي لا بد أن يقع وأن يكون أي وعداً واجباً.

## حال أصحاب الجنة
أما الجنة فأكثر حال أصحابها ما يبينه
| N33 |

| N33 |

| - قوله تعالى في سورة الإنسان: ﴿مُتَّكِئِينَ فِيهَا عَلَى الْأَرَائِكِ لَا يَرَوْنَ فِيهَا شَمْسًا وَلَا زَمْهَرِيرًا ۝١٣﴾ [الإنسان:13] - وقوله تعالى في سورة ص: ﴿مُتَّكِئِينَ فِيهَا يَدْعُونَ فِيهَا بِفَاكِهَةٍ كَثِيرَةٍ وَشَرَابٍ ۝٥١﴾ [ص:51] - وقوله تعالى في سورة الحجر: ﴿وَنَزَعْنَا مَا فِي صُدُورِهِمْ مِنْ غِلٍّ إِخْوَانًا عَلَى سُرُرٍ مُتَقَابِلِينَ ۝٤٧﴾ [الحجر:47] - وقوله تعالى في سورة الواقعة: ﴿عَلَى سُرُرٍ مَوْضُونَةٍ ۝١٥ مُتَّكِئِينَ عَلَيْهَا مُتَقَابِلِينَ ۝١٦ يَطُوفُ عَلَيْهِمْ وِلْدَانٌ مُخَلَّدُونَ ۝١٧ بِأَكْوَابٍ وَأَبَارِيقَ وَكَأْسٍ مِنْ مَعِينٍ ۝١٨﴾ [الواقعة:15–18] | - قوله تعالى في سورة الطور: ﴿وَيَطُوفُ عَلَيْهِمْ غِلْمَانٌ لَهُمْ كَأَنَّهُمْ لُؤْلُؤٌ مَكْنُونٌ ۝٢٤﴾ [الطور:24] - قوله تعالى في سورة الواقعة: ﴿يَطُوفُ عَلَيْهِمْ وِلْدَانٌ مُخَلَّدُونَ ۝١٧﴾ [الواقعة:17] - قوله تعالى في سورة الإنسان: ﴿وَيَطُوفُ عَلَيْهِمْ وِلْدَانٌ مُخَلَّدُونَ إِذَا رَأَيْتَهُمْ حَسِبْتَهُمْ لُؤْلُؤًا مَنْثُورًا ۝١٩﴾ [الإنسان:19] - قوله تعالى في سورة الواقعة: ﴿يَطُوفُ عَلَيْهِمْ وِلْدَانٌ مُخَلَّدُونَ ۝١٧﴾ [الواقعة:17] |

## وصلات خارجية
- الفتاوى الإسلامية.
- دليل المواقع الإسلامية المتكامل.
- الشبكة الإسلامية.
- موقع الإسلام موقع متعدد اللغات.